# Corynoptera recurvispina
Corynoptera recurvispina är en tvåvingeart som beskrevs av Freeman 1987. Corynoptera recurvispina ingår i släktet Corynoptera och familjen sorgmyggor. Inga underarter finns listade i Catalogue of Life.